# ジャムジュリー・アートギャラリー
「ジャムジュリー・アートギャラリー」(英語:Jamjuree Art Gallery、タイ語:หอศิลป์จามจุรี）は、タイ王国バンコクにあるチュラーロンコーン大学所属の美術館。

## 概要
ジャムジュリー・アートギャラリーは、2001年12月5日に開館したチュラーロンコーン大学所有のアートギャラリーであり、芸術家、教員、学生の作品を一般公開することを目的に設置された。企画展示がメインとなっている。
このアートギャラリーの開設にあたりチュラーロンコーン大学学長ガセーム・スワナグン教授（เกษม สุวรรณกุล）が尽力しており、タイのアートの重要性を評価し、1973年頃からタイアートの収集を行わせていた。さらに1984年からチュラーロンコーン大学文化センターがタイ・アート収集計画を実施。その後2001年に本ギャラリーの開館に至った。
開館時間: 月曜日-金曜日 10:00 - 19:00、土曜日‐日曜日 12:00 - 19:00 （原則入場無料）

## 所在地
- バンコク パトゥムワン区 パヤータイ通り  チュラーロンコーン大学 8 ジャムジュリー館

（อาคารจามจุรี 8 จุฬาลงกรณ์มหาวิทยาลัย ถนนพญาไท เขตปทุมวัน กรุงเทพฯ 10330）
- BTSサナームキラーヘンチャート駅下車 MBKセンター南、パヤータイ通り沿い

## 注・出典
1. ↑  http://www.yipintsoi.com/~aara/artspace_jamjuree.html